# Gustavia nana
Gustavia nana är en tvåhjärtbladig växtart som beskrevs av Henri François Pittier. Gustavia nana ingår i släktet Gustavia och familjen Lecythidaceae.

## Underarter
Arten delas in i följande underarter:
- G. n. nana
- G. n. rhodantha